# Franz Nissl

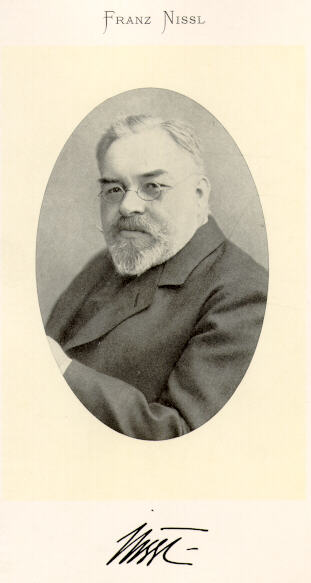
Retrat de Franz Nissl.

Franz Nissl (Frankenthal, 9 de setembre de 1860 – Múnic, 11 d'agost de 1919) va ser un psiquiatre i neuropatòleg alemany. Fou assistent de Bernhard von Gudden, deixeble de Carl Weigert i amic i company d'Alois Alzheimer. Treballà amb Emil Kraepelin a la Universitat de Heidelberg i ocupà la càtedra de Psiquiatria d'aquesta institució entre 1903 i 1918. Va ser el primer en descriure les cèl·lules glials activades no-fagocítiques. Durant la Primera Guerra Mundial li fou assignada la direcció d'un gran hospital militar, circumstància que limità molt les seves activitats de recerca. Morí de forma inesperada a conseqüència d'una nefropatia aguda, poc després de traslladar-se a Múnic per indicació de Kraepelin amb el propòsit d'incorporar-se a l'Institut alemany d'investigacions psiquiàtriques (avui dia integrat en la Societat Max Planck), on coincidí amb Korbinian Brodmann i Walther Spielmeyer. Home d'un caràcter desusat i un notable sentit de l'humor, abstemi estricte, melòman, bon pianista i ferm partidari de la punció lumbar com a mètode diagnòstic, els seus alumnes l'anomenaven punctator maximus. D'entre els que tingué quan fou professor a Heidelberg, es poden destacar Karl Jaspers i Otto Meyerhof.
L'Associació Internacional de Neuropatologia concedeix anyalment el premi que porta el seu nom, dirigit a investigadors joves en aquesta matèria.

## Epònims
La tinció de Nissl és un mètode de tinció histològica desenvolupat per Franz Nissl. Es basa en l'ús de colorants bàsics, com el violeta de cresil (una anilina) o el blau de toluïdina, per tenyir les zones basòfiles del teixit nerviós. Aquest mètode de tinció permet observar els cossos de Nissl. Són estructures de reticle endoplasmàtic rugós, per tant, riques en ARN ribosòmic. Com que l'ARN és basòfil, els cossos de Nissl s'observen de color blau fosc quan es tenyeixen amb el mètode de Nissl. Per regla general, s'utilitza per identificar histològicament l'estructura neuronal en mostres de cervell i medul·la espinal. Emprant el protocol adequat es pot combinar la tinció amb tècniques d'immunocitoquímica.